# Pacho (kommun)
Pacho är en kommun i Colombia.   Den ligger i departementet Cundinamarca, i den centrala delen av landet, 60 km norr om huvudstaden Bogotá. Antalet invånare är 25 414.